# Alamis griveaudi
Alamis griveaudi là một loài bướm đêm trong họ Noctuidae.